# Rinorea bicornuta
Rinorea bicornuta es una especie de planta de flores perteneciente a la familia  Violaceae. Es endémica de Brasil. 

## Fuente
- World Conservation Monitoring Centre 1998.  Rinorea bicornuta.   2006 IUCN Red List of Threatened Species.   Bajado el 23-08-07.

- Datos: Q1327849